# Không quân Hoàng gia Anh
Không quân Hoàng gia Anh (Royal Air Force - RAF) là lực lượng không quân thuộc Quân đội Anh. Không quân Hoàng gia được thành lập vào ngày 1 tháng 4 năm 1918 và đã đóng vai trò quan trọng trong lịch sử quân sự Anh, chiếm một vị thế cao trong Chiến tranh thế giới thứ hai và trong các cuộc xung đột như Chiến tranh Iraq. Không quân Hoàng gia có 998 máy bay và 48.700 người (năm 2006).

## Nhiệm vụ
Nhiệm vụ của Không quân Hoàng gia Anh là "Tác chiến trên không, tạo cho lực lượng không quân chiến thắng nhanh chóng, đối phó được với các thách thức hiện nay; luôn sẵn sàng thực hiện nhiệm vụ tiếp theo; làm việc trong lực lượng quốc phòng để gánh vác các nhiệm vụ chung khác."
Điều này hỗ trợ cho mục đích của Bộ quốc phòng Anh "đảm bảo an ninh và bảo vệ Vương quốc Liên hiệp Anh và Bắc Ireland và các vùng lãnh thổ thuộc Anh, bao gồm cả việc chống lại sự khủng bố; hỗ trợ cho chính sách đối ngoại của Chính phủ Anh để thực hiện mục đích thúc đẩy hoà bình và an ninh quốc tế."

## Lịch sử

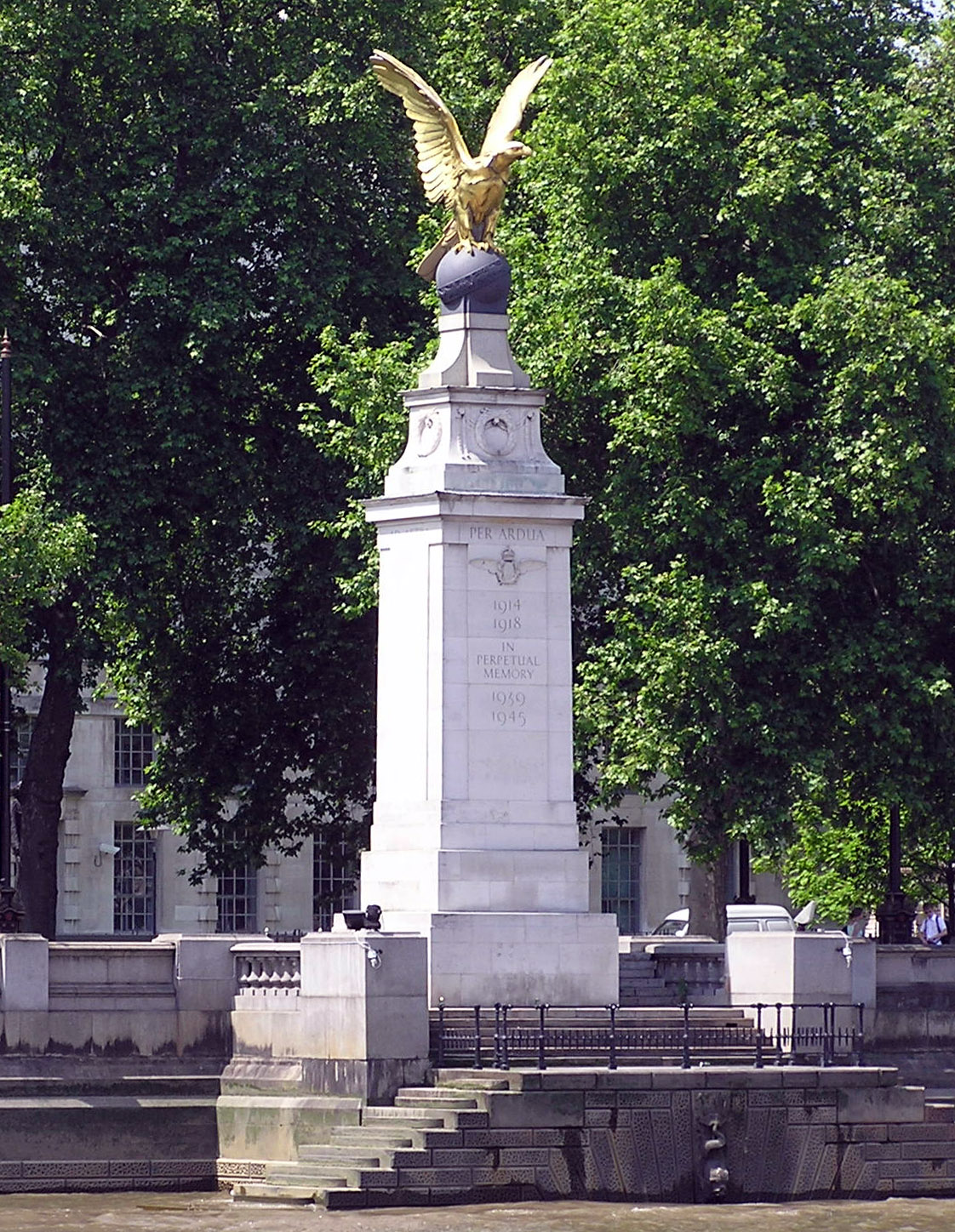
Tượng đài RAF ở Luân Đôn để tưởng niệm những người đã chết trong hai cuộc thế chiến

Không quân Hoàng gia Anh là lực lượng không quân lâu đời nhất trên thế giới. Nó được thành lập vào ngày 1 tháng 4 năm 1918 trong Chiến tranh thế giới thứ nhất bởi sự hợp nhất của các quân đoàn không quân hoàng gia và lực lượng phục vụ không quân - hải quân hoàng gia.

## Cấu trúc của Không quân Hoàng gia
- Bộ Không quân Anh
  - Bộ Tư lệnh Không quân Anh
    - Liên đoàn bay số 1
    - Liên đoàn bay số 2
    - Liên đoàn bay số 22
    - Liên đoàn bay số 83

Lãnh đạo hiện nay của Không quân Hoàng gia là Thống chế trưởng Sir Stephen Dalton.

## Ký hiệu, cờ và biểu tượng

Royal Air Force Ensign

## Các loại máy bay

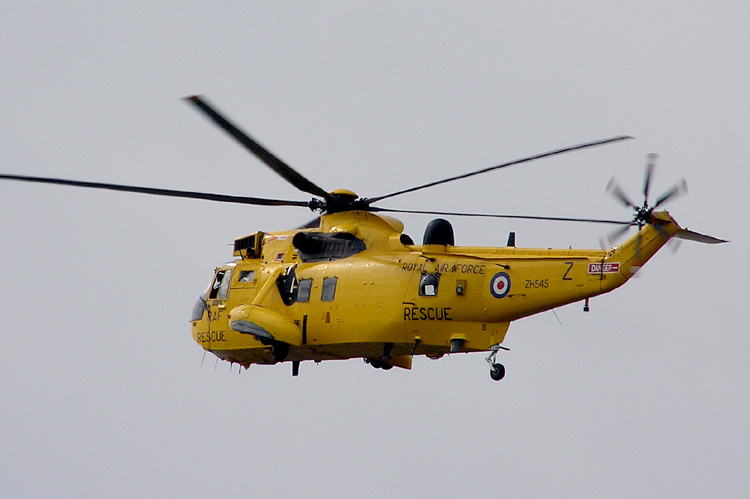
Sea King HAR3A
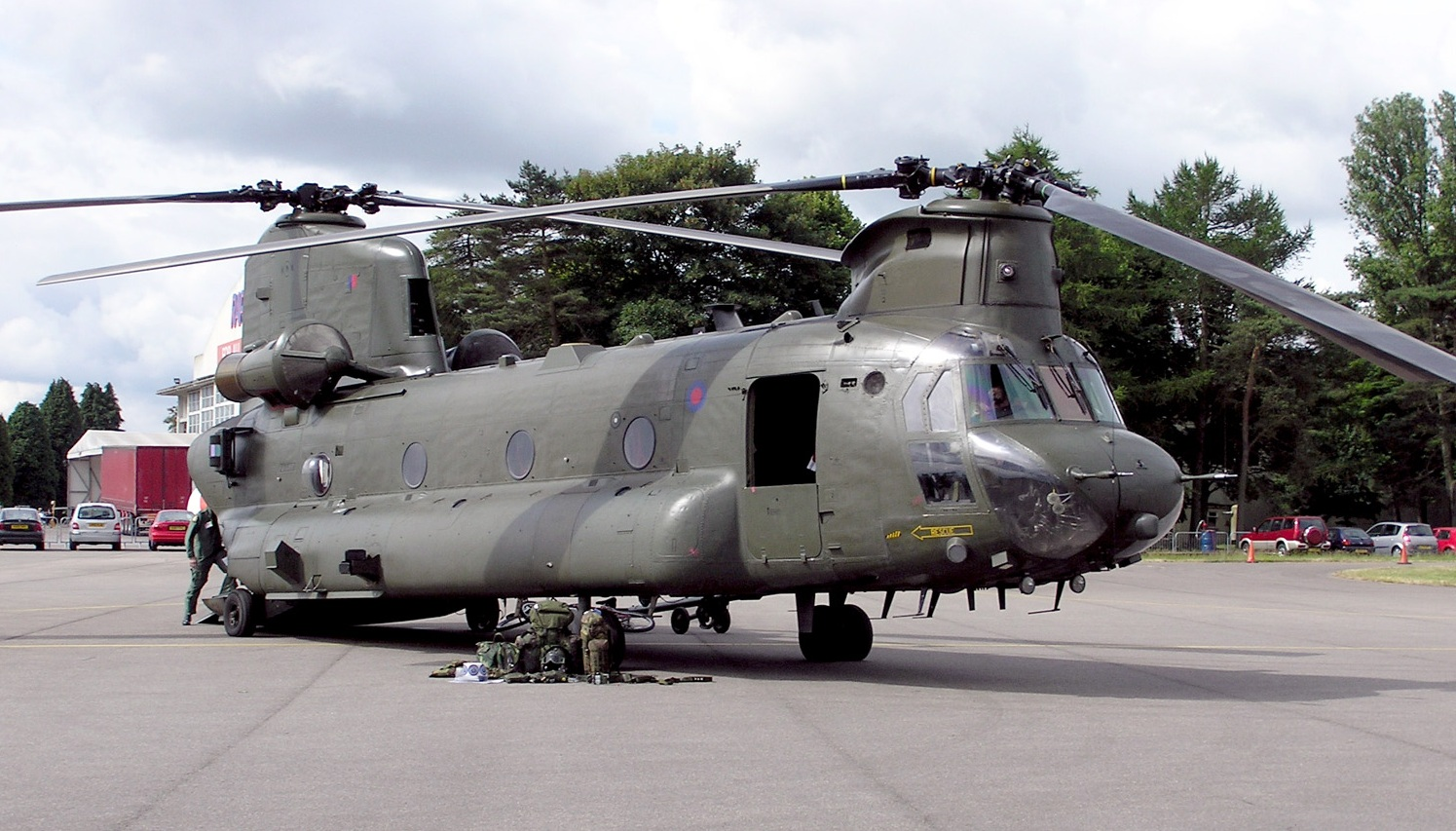
Chinook HC2
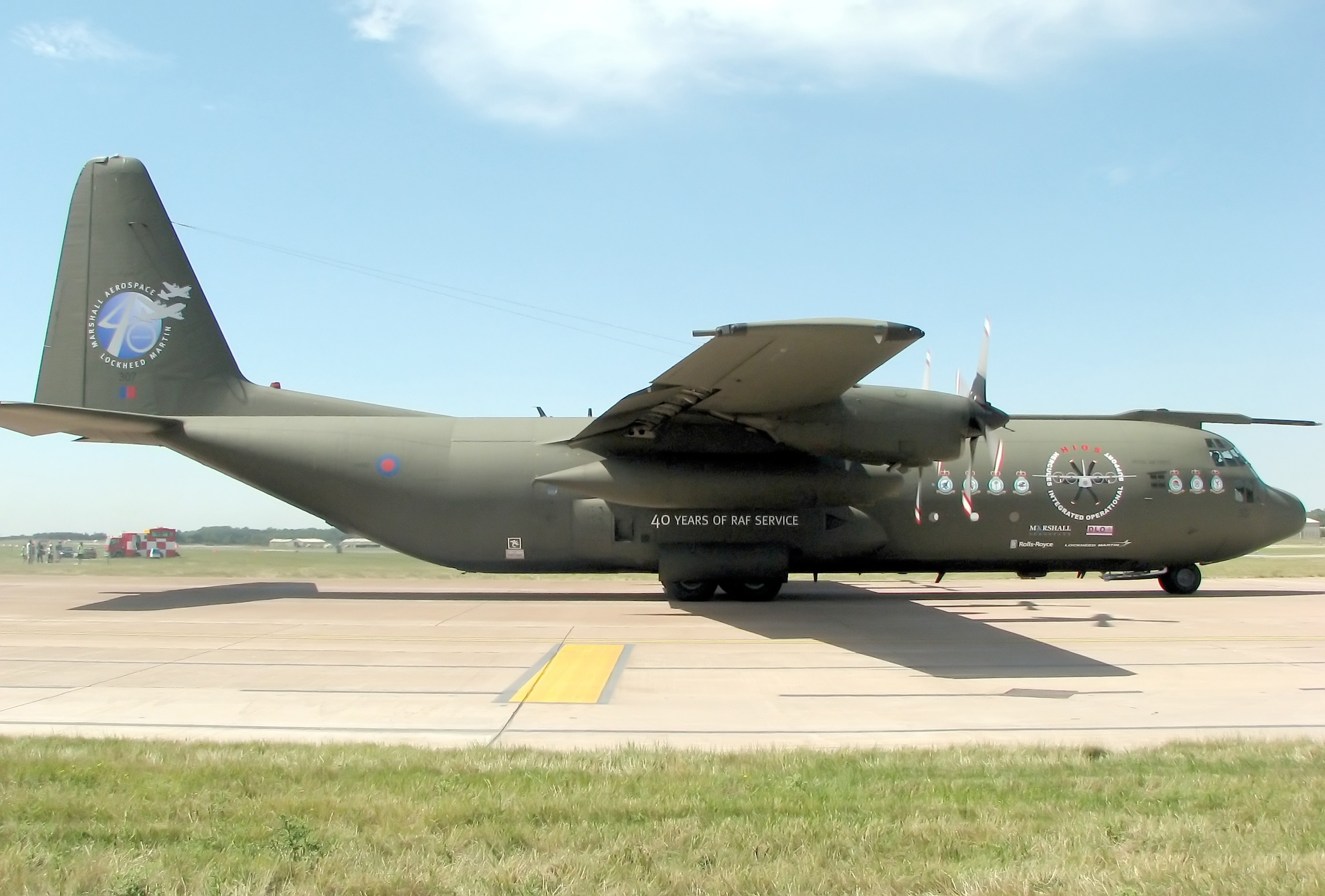
Hercules C130
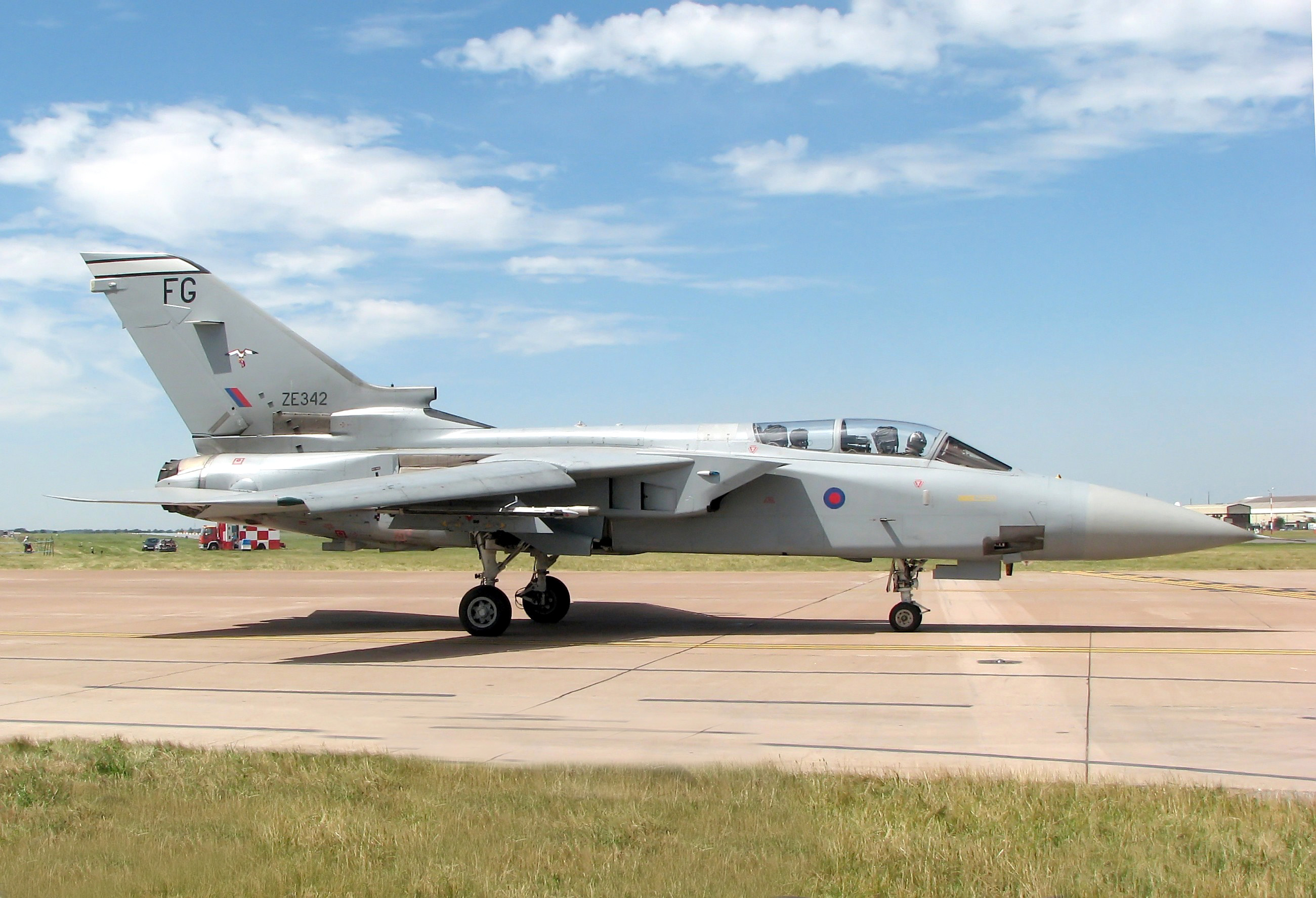
Tornado F3
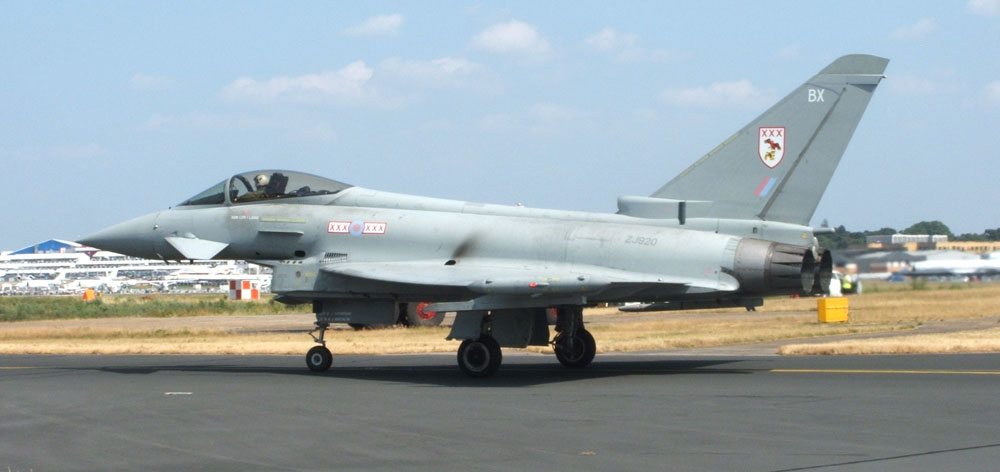
Typhoon F2
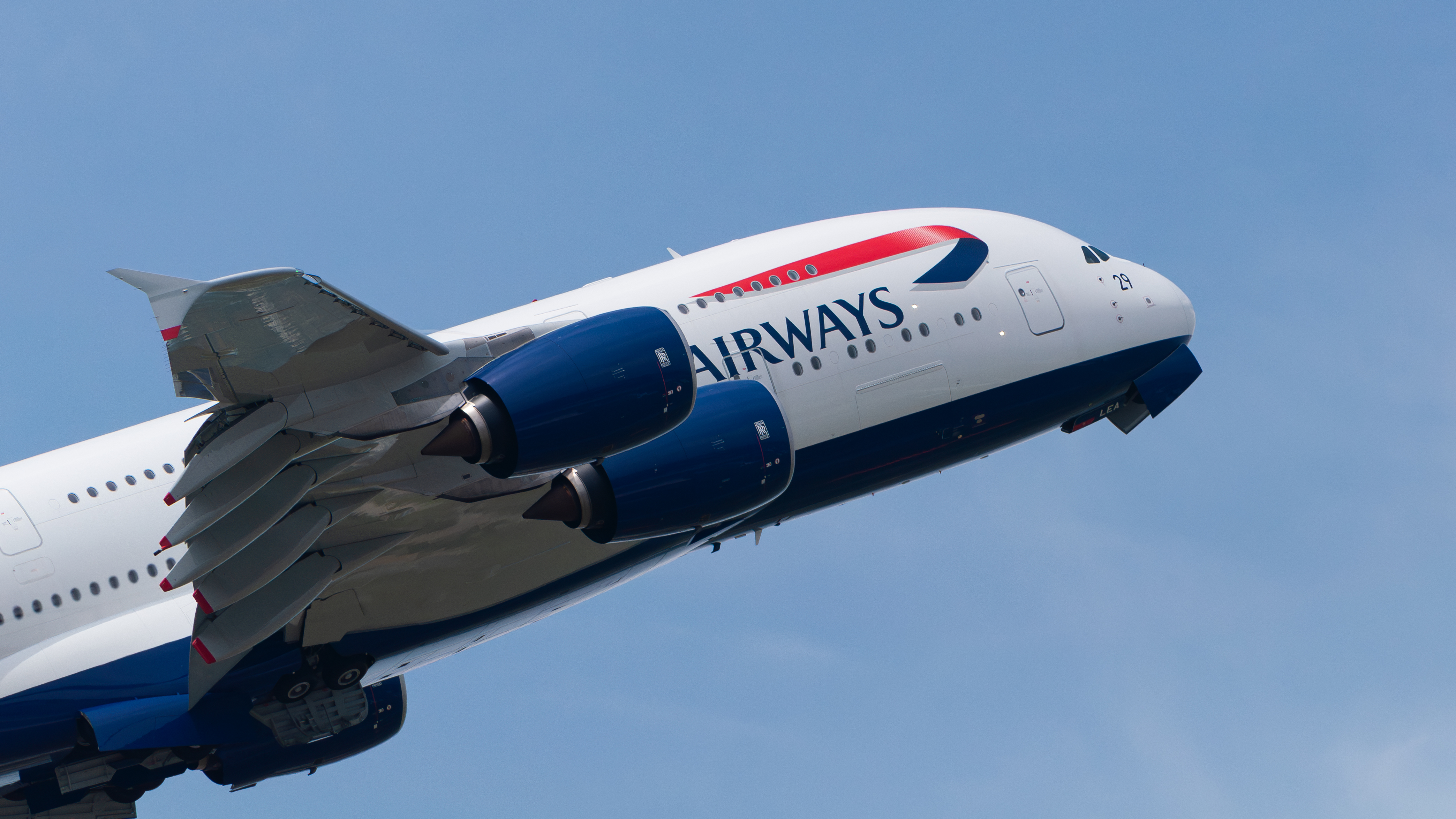